# Campionati Internazionali di Sicilia 2005 - Qualificazioni singolare
Le qualificazioni del singolare dei Campionati Internazionali di Sicilia 2005 sono state un torneo di tennis preliminare per accedere alla fase finale della manifestazione. I vincitori dell'ultimo turno sono entrati di diritto nel tabellone principale. In caso di ritiro di uno o più giocatori aventi diritto a questi sono subentrati i lucky loser, ossia i giocatori che hanno perso nell'ultimo turno ma che avevano una classifica più alta rispetto agli altri partecipanti che avevano comunque perso nel turno finale.
Le qualificazioni del torneo Campionati Internazionali di Sicilia 2005 prevedevano 32 partecipanti di cui 4 sono entrati nel tabellone principale.

## Teste di serie
1. Fernando Vicente (secondo turno)
2. Albert Portas (Qualificato)
3. Juan Antonio Marín (primo turno)
4. Jean-Christophe Faurel (secondo turno)

1. Peter Luczak (ultimo turno)
2. Marco Mirnegg (primo turno)
3. Daniel Köllerer (primo turno)
4. Daniel Gimeno Traver (ultimo turno)

## Qualificati
1. José Antonio Sánchez De Luna
2. Albert Portas

1. Fabio Fognini
2. Daniel Elsner

## Tabellone

### Legenda
| - Q = Qualificato - WC = Wild card - LL = Lucky loser | - ALT = Alternate - SE = Special Exempt - PR = Protected Ranking | - w/o = Walkover - r = Ritirato - d = Squalificato |

### Sezione 1
|  | Primo turno                  | Primo turno                  | Primo turno                  | Primo turno            | Primo turno |  |  | Secondo turno          | Secondo turno                | Secondo turno                | Secondo turno | Secondo turno |   |    | Ultimo turno                 | Ultimo turno                 | Ultimo turno | Ultimo turno | Ultimo turno |  |
|  |                              |                              |                              |                        |             |  |  |                        |                              |                              |               |               |   |    |                              |                              |              |              |              |  |
|  | 1                            | Fernando Vicente             | Fernando Vicente             | 6                      | 6           |  |  |                        |                              |                              |               |               |   |    |                              |                              |              |              |              |  |
|  |                              | Carlos Poch Gradin           | Carlos Poch Gradin           | 2                      | 4           |  |  | 1                      | Fernando Vicente             | Fernando Vicente             | 0             | 4             |   |    |                              |                              |              |              |              |  |
|  | José Antonio Sánchez De Luna | José Antonio Sánchez De Luna | José Antonio Sánchez De Luna | 6                      | 6           |  |  |                        | José Antonio Sánchez De Luna | José Antonio Sánchez De Luna | 6             | 6             |   |    |                              |                              |              |              |              |  |
|  | Corrado Pricone              | Corrado Pricone              | Corrado Pricone              | 1                      | 3           |  |  |                        |                              |                              |               |               |   |    | José Antonio Sánchez De Luna | José Antonio Sánchez De Luna | 64           | 6            | 7            |  |
|  | Gabriel Trujillo Soler       | Gabriel Trujillo Soler       | Gabriel Trujillo Soler       | Gabriel Trujillo Soler | W-O         |  |  |                        |                              | Éric Prodon                  | Éric Prodon   | 7             | 3 | 63 |                              |                              |              |              |              |  |
|  | Juan Pablo Yunis             | Juan Pablo Yunis             | Juan Pablo Yunis             | Juan Pablo Yunis       |             |  |  | Gabriel Trujillo Soler | Gabriel Trujillo Soler       | Gabriel Trujillo Soler       | 3             | 4             |   |    |                              |                              |              |              |              |  |
|  |                              | Éric Prodon                  | 3                            | 6                      | 6           |  |  | Éric Prodon            | Éric Prodon                  | Éric Prodon                  | 6             | 6             |   |    |                              |                              |              |              |              |  |
|  | 6                            | Marco Mirnegg                | 6                            | 4                      | 3           |  |  |                        |                              |                              |               |               |   |    |                              |                              |              |              |              |  |

### Sezione 2
|  | Primo turno        | Primo turno            | Primo turno            | Primo turno | Primo turno |  |  | Secondo turno | Secondo turno     | Secondo turno     | Secondo turno | Secondo turno |   |   | Ultimo turno | Ultimo turno  | Ultimo turno | Ultimo turno | Ultimo turno |  |
|  |                    |                        |                        |             |             |  |  |               |                   |                   |               |               |   |   |              |               |              |              |              |  |
|  | 2                  | Albert Portas          | 6                      | 1           | 6           |  |  |               |                   |                   |               |               |   |   |              |               |              |              |              |  |
|  |                    | Michal Navrátil        | 3                      | 6           | 4           |  |  | 2             | Albert Portas     | 3                 | 6             | 6             |   |   |              |               |              |              |              |  |
|  | Jan Hájek          | Jan Hájek              | Jan Hájek              | 6           | 3           |  |  |               | Jan Hájek         | 6                 | 1             | 4             |   |   |              |               |              |              |              |  |
|  | Jan Frode Andersen | Jan Frode Andersen     | Jan Frode Andersen     | 2           | 1r          |  |  |               |                   |                   |               |               |   |   | 2            | Albert Portas | 6            | 0            | 7            |  |
|  | Jaroslav Pospíšil  | Jaroslav Pospíšil      | 6                      | 4           | 6           |  |  |               |                   | 5                 | Peter Luczak  | 2             | 6 | 5 |              |               |              |              |              |  |
|  | Željko Krajan      | Željko Krajan          | 4                      | 6           | 1           |  |  |               | Jaroslav Pospíšil | Jaroslav Pospíšil | 2             | 2             |   |   |              |               |              |              |              |  |
|  | 5                  | Peter Luczak           | Peter Luczak           | 6           | 6           |  |  | 5             | Peter Luczak      | Peter Luczak      | 6             | 6             |   |   |              |               |              |              |              |  |
|  |                    | Javier Genaro Martínez | Javier Genaro Martínez | 3           | 3           |  |  |               |                   |                   |               |               |   |   |              |               |              |              |              |  |

### Sezione 3
|  | Primo turno      | Primo turno          | Primo turno          | Primo turno | Primo turno |  |  | Secondo turno    | Secondo turno        | Secondo turno | Secondo turno        | Secondo turno |   |   | Ultimo turno | Ultimo turno  | Ultimo turno | Ultimo turno | Ultimo turno |  |
|  |                  |                      |                      |             |             |  |  |                  |                      |               |                      |               |   |   |              |               |              |              |              |  |
|  |                  | Fabio Fognini        | Fabio Fognini        | 7           | 7           |  |  |                  |                      |               |                      |               |   |   |              |               |              |              |              |  |
|  | 3                | Juan Antonio Marín   | Juan Antonio Marín   | 5           | 64          |  |  | Fabio Fognini    | Fabio Fognini        | 7             | 1                    | 6             |   |   |              |               |              |              |              |  |
|  | Daniele Giorgini | Daniele Giorgini     | Daniele Giorgini     | 6           | 6           |  |  | Daniele Giorgini | Daniele Giorgini     | 5             | 6                    | 2             |   |   |              |               |              |              |              |  |
|  | Francesco Caputo | Francesco Caputo     | Francesco Caputo     | 0           | 2           |  |  |                  |                      |               |                      |               |   |   |              | Fabio Fognini | 7            | 2            | 6            |  |
|  | Gorka Fraile     | Gorka Fraile         | 6                    | 3           | 7           |  |  |                  |                      | 8             | Daniel Gimeno Traver | 63            | 6 | 0 |              |               |              |              |              |  |
|  | Guillermo Carry  | Guillermo Carry      | 1                    | 6           | 5           |  |  |                  | Gorka Fraile         | 2             | 6                    | 5             |   |   |              |               |              |              |              |  |
|  | 8                | Daniel Gimeno Traver | Daniel Gimeno Traver | 6           | 7           |  |  | 8                | Daniel Gimeno Traver | 6             | 4                    | 7             |   |   |              |               |              |              |              |  |
|  |                  | Gustavo Marcaccio    | Gustavo Marcaccio    | 3           | 5           |  |  |                  |                      |               |                      |               |   |   |              |               |              |              |              |  |

### Sezione 4
|  | Primo turno       | Primo turno            | Primo turno            | Primo turno     | Primo turno |  |  | Secondo turno   | Secondo turno          | Secondo turno          | Secondo turno   | Secondo turno |   |   | Ultimo turno  | Ultimo turno  | Ultimo turno | Ultimo turno | Ultimo turno |  |
|  |                   |                        |                        |                 |             |  |  |                 |                        |                        |                 |               |   |   |               |               |              |              |              |  |
|  | 4                 | Jean-Christophe Faurel | Jean-Christophe Faurel | 6               | 6           |  |  |                 |                        |                        |                 |               |   |   |               |               |              |              |              |  |
|  |                   | Matthew Asciak         | Matthew Asciak         | 0               | 2           |  |  | 4               | Jean-Christophe Faurel | Jean-Christophe Faurel | 3               | 3             |   |   |               |               |              |              |              |  |
|  | Daniel Elsner     | Daniel Elsner          | Daniel Elsner          | 6               | 6           |  |  |                 | Daniel Elsner          | Daniel Elsner          | 6               | 6             |   |   |               |               |              |              |              |  |
|  | Mathieu Montcourt | Mathieu Montcourt      | Mathieu Montcourt      | 1               | 1           |  |  |                 |                        |                        |                 |               |   |   | Daniel Elsner | Daniel Elsner | 6            | 6            | 6            |  |
|  | Filip Urban       | Filip Urban            | 1                      | 6               | 6           |  |  |                 |                        | Werner Eschauer        | Werner Eschauer | 4             | 7 | 2 |               |               |              |              |              |  |
|  | Pablo Andújar     | Pablo Andújar          | 6                      | 0               | 2           |  |  | Filip Urban     | Filip Urban            | 3                      | 7               | 1             |   |   |               |               |              |              |              |  |
|  |                   | Werner Eschauer        | Werner Eschauer        | Werner Eschauer | 2           |  |  | Werner Eschauer | Werner Eschauer        | 6                      | 5               | 6             |   |   |               |               |              |              |              |  |
|  | 7                 | Daniel Köllerer        | Daniel Köllerer        | Daniel Köllerer | 2r          |  |  |                 |                        |                        |                 |               |   |   |               |               |              |              |              |  |